# 10e cérémonie des Grammy Awards
 (mai 2025).
La 10e cérémonie des Grammy Awards s'est déroulée le 29 février 1968 à Chicago, Los Angeles, Nashville et New York[réf. nécessaire].

## Palmarès

### Meilleure musique originale écrite pour un film ou une émission de télévision
- L'Extravagant Docteur Dolittle (Doctor Dolittle) – Leslie Bricusse

### Enregistrement de l'année
- Up, Up and Away de The 5th Dimension, produit par Johnny Rivers et Marc Gordon[1]

### Album de l'année
- Sgt. Pepper's Lonely Hearts Club Band des Beatles, produit par George Martin

### Chanson de l'année
- Up, Up and Away de Jimmy Webb, interprétée par The 5th Dimension

### Meilleur nouvel artiste
- Bobbie Gentry

| Prix                                                                                      | Artiste                                                         | Titre                                                                    |
| ----------------------------------------------------------------------------------------- | --------------------------------------------------------------- | ------------------------------------------------------------------------ |
| Best Instrumental Theme                                                                   | Lalo Schifrin                                                   | Mission: Impossible                                                      |
| Best Vocal Performance, Female                                                            | Bobbie Gentry                                                   | Ode to Billie Joe                                                        |
| Best Vocal Performance, Male                                                              | Glen Campbell                                                   | By the Time I Get to Phoenix                                             |
| Best Instrumental Performance                                                             | Chet Atkins                                                     | Chet Atkins Picks The Best                                               |
| Best Performance By A Vocal Group                                                         | 5th Dimension                                                   | Up, Up and Away                                                          |
| Best Performance By A Chorus                                                              | Johnny Mann Singers                                             | Up, Up and Away                                                          |
| Best Original Score Written For A Motion Picture Or A Television Show                     | Lalo Schifrin                                                   | Mission: Impossible                                                      |
| Best Score From An Original Cast Show Album                                               |                                                                 | Cabaret                                                                  |
| Best Comedy Recording                                                                     | Bill Cosby                                                      | Revenge                                                                  |
| Best Instrumental Jazz Performance, Small Group Or Soloist With Small Group               | Cannonball Adderley Quintet                                     | Mercy, Mercy, Mercy                                                      |
| Best Instrumental Jazz Performance - Large Group Or Soloist With Large Group              | Duke Ellington                                                  | Far East Suite                                                           |
| Best Contemporary Single                                                                  | 5th Dimension                                                   | Up, Up And Awa                                                           |
| Best Contemporary Album                                                                   | The Beatles                                                     | Sgt. Pepper's Lonely Hearts Club Band                                    |
| Best Contemporary Female Solo Vocal Performance                                           | Bobbie Gentry                                                   | Ode to Billie Joe                                                        |
| Best Contemporary Male Solo Vocal Performance                                             | Glen Campbell                                                   | By the Time I Get to Phoenix                                             |
| Best Contemporary Group Performance (Vocal Or Instrumental)                               | 5th Dimension                                                   | Up, Up And Away                                                          |
| Best Rhythm & Blues Recording                                                             | Aretha Franklin                                                 | Respect                                                                  |
| Best Rhythm & Blues Solo Vocal Performance, Female                                        | Aretha Franklin                                                 | Respect                                                                  |
| Best Rhythm & Blues Solo Vocal Performance, Male                                          | Lou Rawls                                                       | Dead End Street                                                          |
| Best Rhythm & Blues Group Performance, Vocal Or Instrumental                              | Sam & Dave                                                      | Soul Man                                                                 |
| Best Sacred Performance                                                                   | Elvis Presley                                                   | How Great Thou Art                                                       |
| Best Gospel Performance                                                                   | Porter Wagoner And The Blackwood Brothers Quartet               | More Grand Old Gospel                                                    |
| Best Folk Performance                                                                     | John Hartford                                                   | Gentle on My Mind                                                        |
| Best Country & Western Recording                                                          | Glen Campbell                                                   | Gentle on My Mind                                                        |
| Best Country & Western Solo Vocal Performance, Female                                     | Tammy Wynette                                                   | I Don't Wanna Play House                                                 |
| Best Country & Western Solo Vocal Performance, Male                                       | Glen Campbell                                                   | Gentle On My Mind                                                        |
| Best Country & Western Performance Duet, Trio Or Group (Vocal Or Instrumental)            | Johnny Cash et June Carter                                      | Jackson                                                                  |
| Best Country & Western Song                                                               | John Hartford                                                   | Gentle On My Mind                                                        |
| Best Spoken Word, Documentary Or Drama Recording                                          | Everett Dirksen                                                 | Gallant Men                                                              |
| Best Recording For Children                                                               | Boris Karloff                                                   | Dr. Seuss: How The Grinch Stole Christmas                                |
| Best Instrumental Arrangement                                                             | Burt Bacharach                                                  | Alfie                                                                    |
| Best Arrangement Accompanying Vocalist(s) Or Instrumentalist(s)                           |                                                                 | Ode To Billie Joe                                                        |
| Best Engineered Recording - Non-Classical                                                 |                                                                 | Sgt. Pepper's Lonely Hearts Club Band                                    |
| Best Engineered Recording, Classical                                                      |                                                                 | The Glorious Sound of Brass                                              |
| Best Album Cover - Photography                                                            |                                                                 | Bob Dylan's Greatest Hits                                                |
| Best Album Cover, Graphic Arts                                                            |                                                                 | Sgt. Pepper's Lonely Hearts Club Band                                    |
| Best Album Notes                                                                          | John D. Loudermilk                                              | Suburban Attitudes in Country Verse                                      |
| Album Of The Year, Classical                                                              |                                                                 | Mahler: Symphony No. 8 (Symphony Of A Thousand)                          |
| Album Of The Year, Classical                                                              | Berg: Wozzeck                                                   |                                                                          |
| Best Classical Performance - Orchestra                                                    | Columbia Symphony Orchestra                                     | Stravinsky: Firebird And Petrouchka Suites                               |
| Best Chamber Music Performance                                                            | Yehudi Menuhin et Ravi Shankar                                  | West Meets East                                                          |
| Best Classical Performance - Instrumental Soloist Or Soloists (With Or Without Orchestra) |                                                                 | Horowitz In Concert (Haydn, Schumann, Scriabin, Debussy, Mozart, Chopin) |
| Best Opera Recording                                                                      |                                                                 | Berg: Wozzeck                                                            |
| Best Classical Choral Performance (Other Than Opera)                                      |                                                                 | Orff: Catulli Carmina                                                    |
| Best Classical Choral Performance (Other Than Opera)                                      | Mahler: Symphony No. 8 In E Flat Major (Symphony Of A Thousand) |                                                                          |
| Best Classical Vocal Soloist Performance                                                  | RCA Italiana Opera Orchestra                                    | Prima Donna, Volume 2                                                    |